# Базарна (губа)
База́рна (рос. Базарная) — губа на півдні затоки Варангер-Фьорд Баренцевого моря Північного Льодовитого океану. Назва губи не має точного походження, на думку Н. В. Морозова вона пов'язана з пташиними базарами, які поширені в регіоні.
Знаходиться за 1,5 км на південний схід від мису Хайсумуканніємі, зі сходу обмежена мисом Майнаволок. Губа на 1,5 км вдається вглиб суходолу, при цьому ширина її становить всього 300 м, а в центральній, найширшій, частині — 600 м. Окрім південної та невеликої ділянки західної частини, береги губи височинні, стрімко обриваються до води, складені з граніту та гнейсів. На півдні, в місці впадання струмка до губи, розташована прибережна низовина, вкрита чагарниками. На невеликій ділянці західного берега знаходиться піщаний пляж, далі на захід від якого, протікає річка з озера Ісо-Суола-Вуонен'ярві. Річка та затока губи утворюють своєрідний вузький перешийок, який далі на північ розширюється і переходить у кам'янистий височинний півострів.
На південний схід від губи знаходяться штольні, збудовані наприкінці XIX століття для видобутку поліметалевих руд (свинцю, срібла, кварцу, цинку), поклади яких відомі тут ще з початку XVIII століття. Їхніми дослідженням займалися спочатку приватні підприємці (1870), а потім Л. І. Подгаєцький (1890), який відкрив в районі губи 4 металеві жилки. З кінця XIX століття штольні активно розроблялись, тут до початку XX століття навіть розташовувалась колонія, в якій з 1894 року проживала 1 родина. Станом на 1897 рік колонію населяло 4 особи.